# 쌍묘도
쌍묘도(雙猫圖)는 변상벽(卞相璧)의 작품 가운데 가축을 소재로 한 대표적인 예로 꼽히는 회화 작품이다. 나무 아래에서 노는 한쌍의 고양이와 이 침입자(侵入者)의 출현에 놀란 듯한 나무 위의 참새떼로서 긴박한 분위기를 유도한다. 어딘가 동화(童話)의 세계를 일깨우며 보는 이에게 공감의 미소를 짓게 하는 화제(畵題)로서 동물의 외형 묘사에 세심하면서 동작과 정신의 요점을 정확하게 파악하고 있다. 또한 사실적인 설채(設彩)와 안정된 구조, 향토적인 풍정(風情)이 속기(俗氣)없는 조선시대 사람들의 생활철학과 합치되어 작품의 품격을 높인다. 덕수궁 미술관이 소장하고 있다.